# Hebsacker Verlag
Der Hebsacker Verlag ist ein deutscher Verlag im Fachgebiet Spiele mit dem Schwerpunkt auf dem ostasiatischen Spiel Go.

## Geschichte
Der Verlag ist eine Gesellschaft bürgerlichen Rechts und wurde 2002 von den beiden langjährigen Inhabern Steffi Hebsacker und Tobias Berben mit dem Ziel gegründet, die Verbreitung des Go-Spiels in Deutschland zu fördern. Der Anstoß zur Gründung eines Spiele- und Buchverlags ergab sich aus der Tatsache, dass der Ravensburger Spieleverlag die Produktion von preisgünstigen Go-Spielen eingestellt hatte.
Steffi Hebsacker entwarf daher ein Go-Spiel aus Papier und Pappe und setzte dessen Produktion mit Unterstützung des Deutschen Go-Bundes e. V. um. Nahezu zeitgleich realisierte Tobias Berben den Neudruck des Go-Buches Go. Die Mitte des Himmels von Michael Koulen, das beim Kölner DuMont Buchverlag in drei Auflagen erschienen, aber nicht wieder aufgelegt worden war. Zusammen gründeten dann beide als Rahmen für diese Projekte den gemeinsamen Verlag.
Im Frühjahr 2003 entstand ein Webshop. Es folgten Buch- und Spielprojekte, Aktivitäten zur Förderung des Go-Spiels sowie ein  Ausbau und eine Ausweitung des Programms auf andere Denkspiele.
Seit dem Tod von Steffi Hebsacker (19. Oktober 1967 – 11. Mai 2024) führt ihr Witwer Tobias Berben den Verlag weiter.

## Verlagsprogramm
Der Verlag hat Bücher zur Einführung in das Spiel und zum weiterführenden Studium veröffentlicht sowie mehrere Projekte zur Bereitstellung von Go-Spielmaterial für Anfänger – insbesondere Kinder und Jugendliche – realisiert. Darüber hinaus führt er ein englischsprachiges Sortiment an Go-Literatur sowie Go-Spielmaterial.
Derzeit (Jan. 2011) sind fast 500 Artikel zum Go-Spiel lieferbar.

## Verlagsaktivitäten
Neben der eigenen Verlagstätigkeit ist die redaktionelle sowie technische Betreuung der Deutschen Go-Zeitung, der Verbandszeitung des Deutschen Go-Bundes e.V., eine zentrale Aktivität des Hebsacker Verlags. Zudem veranstaltet er  Go-Seminare und -Turniere, stiftete einen Go-Jugendpreis und unterstützt eine Go-Bundesligamannschaft. Außerdem organisiert der Verlag auf dem KGS Go Server die Veranstaltung Profipartie des Monats mit Yoon Young-Sun.